# Vitamin E
Vitamin E je grupa od osam jedinjenja rastvornih u masnoći, koja obuhvata tokoferole i tokotrienole. Među različitim formama vitamina E, γ-tokoferol je najčešći u severno američkoj ishrani, dok α-tokoferol ima taj status u Evropi. γ-Tokoferol se može naći u kukuruznom ulju, sojinom ulju, margarini i prelivima za salatu. α-Tokoferol je biološki najaktivnija forma vitamina E. Ova varijanta vitamin E je obilata u ulju pšeničnih klica, suncokreta, i šafranike. On je u masti rastvoran antioksidans koji zaustavlja produkciju reaktivnih vrsta kiseonika formiranih tokom oksidacije masti.

## Zdravstveni efekti
Dok se inicijalno mislilo da suplementacija vitaminom E može da ima pozitivni uticaj na zdravlje, istraživanja nisu potvrdila tu pretpostavku. Vitamin E ne umanjuje mortalitet kod odraslih osoba, čak ni u velikim dozama, i može neznatno da ga poveća. On ne poboljšava kontrolu nad krvnim šećerom kod ljudi sa šećernom bolešću, niti smanjuje rizik od moždanog udara. Dnevna suplementacija vitamina E ne umanjuje rizik od kancera prostate, a može da dovede do njegovog povećanja. Ispitivanja njegove uloge u makularnoj degeneraciji su u toku.

### Deficijencija
Deficijencija vitamina E može da uzrokuje:
- spinocerebelarna ataksija[15]
- miopatije[4]
- periferna neuropatija[16][17][18]
- ataksija[16][17][18]
- skeletalna miopatija[16][17][18]
- retinopatija[16][17][18]
- pogoršanje imunog odgovora[16][17][18]

## Literatura
- Haber, David (2006). Health promotion and aging : practical applications for health professionals (4th изд.). New York, NY: Springer Pub. стр. 280—. ISBN 9780826184634.
- Brigelius-Flohe Regina; F, Kelly; Salonen J; J, Neuzil; Zingg J; A, Azzi (2002). „The European perspective on vitamin E: current knowledge and future research”. American Journal of Clinical Nutrition. 76 (4): 703—16. PMID 12324281.

## Spoljašnje veze
- Vitamin E
- Vitamin E Архивирано на веб-сајту  (13. август 2009)

|  | Molimo Vas, obratite pažnju na važno upozorenje u vezi sa temama iz oblasti medicine (zdravlja). |